# G227国道

G227国道（G227こくどう/国道227線、G227線）別名西張公路（せいちょうこうろ）、寧張公路（ねいちょうこうろ）は中華人民共和国の青海省西寧市から甘粛省張掖市を結ぶ全長347kmの中国の国道である。青海省と甘粛省の二つの省を通る。そのうち青海省内は244.56kmである。国防の為の主要な道路であり、1981年11月30日に国家幹線公路となった。

## 里程表
| 省     | 地級市 | 県、県級市           | 距離(km) | 注           |
| ------ | ------ | -------------------- | -------- | ------------ |
| 青海省 | 西寧市 | 西寧市中心部         | 0        | G227国道起点 |
| 青海省 | 西寧市 | 大通回族トゥ族自治県 | 39       |              |
| 甘粛省 | 張掖市 | 民楽県               | 282      |              |
| 甘粛省 | 張掖市 | 甘州区               | 347      | G227国道終点 |

## 主な接続路線

### 青海省
- G109国道（青蔵公路） - 西寧市
- G214国道 - 西寧市
- G315国道 - 西寧市

### 甘粛省
- G312国道 - 張掖市甘州区

## 註釈・参考資料
1. 1 2 3  G227線西張公路・青海交通
2. ↑  国家幹線公路査詢表